# 日本社会人団体馬術連盟
日本社会人団体馬術連盟（にほんしゃかいじんだんたいばじゅつれんめい、Japan Business Group Equestrian Federation、略称社馬連（しゃばれん）、JBG）は、日本における企業、官公庁等の職域をベースとして活動している乗馬団体からなる馬術連盟である。

## 概要
企業、官公庁における馬術部や乗馬同好会などの乗馬団体が会員となる。
公益社団法人日本馬術連盟の基盤を構成する「組成団体」として位置づけされ、乗馬の普及と馬術の振興を目指して幅広い活動を行っている。
事務局は東京都中央区新川2-6-16 馬事畜産会館4階。

## 沿革
1968年、「社会人団体馬術同好会」が結成。
1976年、「社会人団体馬術連盟」と改称。
1979年、「日本社会人団体馬術連盟」と改称。
1985年、日本馬術連盟の組成団体となる。
2001年、日本馬術連盟の正会員となる。

## 歴代会長
- 松平頼明（旧高松藩主家13代当主）（1968年4月 - 1990年2月）
- 山下俊彦（元松下電器 社長）（1991年5月 - 1995年3月）
- 斎藤十朗（元参議院 議長）（1995年4月 - 2011年3月）
- 菅原俊之（元日本馬術連盟 理事長）（2011年4月 - 2017年3月）
- 山口昇（元陸将、笹川平和財団参与）（2017年4月 - 現在）

## 主な活動
競技会の主催・共催、馬場馬術・障害馬術講習会の実施、審判講習会の実施、騎乗資格審査会の実施、体験乗馬・体験馬車や障碍者乗馬会などへのボランティア派遣。

## 主催競技会
主な主催競技会は以下の通り。
- 全日本実業団障害馬術大会
- 全日本社会人馬術選手権大会 シリーズ（スプリング、オータム、ファイナル）
- JBGホースフェスティバル
- キャロットステークス
- 日韓社会人親善馬術大会
- JBG関西大会

## 騎乗者技能資格認定制度
A級からD級までの5段階の資格があり、それぞれ以下のように位置づけられている。
A級
国際競技会へ出場するため必要な資格で、日本社会人団体馬術連盟の開催する審査会で合格し付与される。試験科目は実技のみ（馬場・障害）。受験資格は日本社会人団体馬術連盟会員団体に所属していること、およびB級資格を取得していること。日本馬術連盟のB級へ移行が可能。
B級
主催競技会（馬場馬術および障害馬術競技）に出場するために必要な資格で、日本社会人団体馬術連盟の開催する審査会で合格し付与される。試験科目は、筆記と実技（馬場・障害）。受験資格は日本社会人団体馬術連盟会員団体に所属していること。日本馬術連盟のB級、全日本学生馬術連盟 SA級、全国乗馬倶楽部振興協会 障害1級・2級などからの移行が可能。
B'級
主催競技会（馬場馬術競技限定）に出場するために必要な資格で、日本社会人団体馬術連盟の開催する審査会で合格し付与される。試験科目は、筆記と実技（馬場）。受験資格は日本社会人団体馬術連盟会員団体に所属していること。日本馬術連盟のB級 馬場限定、全日本学生馬術連盟 SA級 馬場限定、全国乗馬倶楽部振興協会 馬場1級・2級などからの移行が可能。
C級
日本社会人団体馬術連盟の開催する審査会で合格し付与される。試験科目は、筆記と実技（馬場）。受験資格は日本社会人団体馬術連盟会員団体に所属していること。日本馬術連盟のC級 馬場限定、全国乗馬倶楽部振興協会 障害3級・馬場3級・エンデュランス1〜3級などからの移行が可能。
D級
日本社会人団体馬術連盟の開催する審査会で合格し付与される。試験科目は、筆記と実技（馬場）。受験資格は日本社会人団体馬術連盟会員団体に所属していること。